# IC 2156
IC 2156 — галактика типу *Grp (велика група зірок) у сузір'ї Близнята.
Цей об'єкт міститься в оригінальній редакції індексного каталогу.